# Route nationale 1 (Afrique du Sud)
Pour les articles homonymes, voir N1 et Route nationale 1.
La N1 est une des Routes nationales d'Afrique du Sud. Elle commence au Cap dans la province du Cap-Occidental, et se termine à Beitbridge à la frontière avec le Zimbabwe.

## Histoire
En décembre 2018, l'Agence nationale sud-africaine des routes (SANRAL) déploie pour la première fois des radars le long des tronçons nord de la N1.

## Description
La N1 est la route principale (en fait une autoroute sur certains tronçons) reliant Le Cap et Johannesburg, et la première section de la route Le Cap-Le Caire. 
Près du Cap, elle emprunte le Tunnel Huguenot.
Elle traverse notamment le désert du Karoo.

## Incidents
En juin 2018, la Road Traffic Management Corporation (RTMC) classe le tronçon Mokopane – Polokwane de la N1 3e route la plus dangereuse d'Afrique du Sud, et le tronçon Nabommspruit – Mokopane 9e plus dangereuse. Selon la RTMC, 134 personnes ont perdu la vie dans 69 accidents de la route sur la N1 entre avril et octobre 2018.

### Animaux
En juin 2014, deux girafes transportées dans la remorque d'un camion sur la N1 percutent un passage à niveau. L'une des deux meurt de ses blessures.
En février 2019, la N1 au niveau de Midrand est envahie de poulets après que le camion qui les transportait se soit retourné sur la voie. Au moins 40 poulets sont accidentellement percutés et tués par des automobilistes.
En avril 2019, un léopard est percuté et tué sur la N1 au niveau de Worcester.

### Humains
En mars 2014, un camion percute un autre camion transportant des explosifs, provoquant une explosion gigantesque et 5 victimes fatales. En mars 2015, le ministre des services publics et de l'administration sud-africain Collins Chabane perd la vie sur la N1 quand un camion s'engage dans un demi-tour au milieu de la route alors que la voiture du ministre arrivait à vive allure.
En août 2017, une collision provoquant le retournement d'un véhicule sur la N1 choque les internautes car, filmée, on y voit la personne à l'origine de l'accident s'en sortir relativement intacte et repartir comme si de rien n'était.
En septembre 2018, le pneu d'un camion se détache en pleine course et tue un piéton sur la bande d'arrêt d'urgence. Le même mois, un accident de bus au niveau de Polokwane fait 10 victimes fatales. En octobre 2018, un carambolage au niveau de Kranskorp fait 27 victimes mortelles. Un mois auparavant, 21 personnes avaient perdu la vie dans un accident sur le même segment de route.
En mars 2019, un jet privé effectue un atterrissage d'urgence sur la N1.

### Liens externes

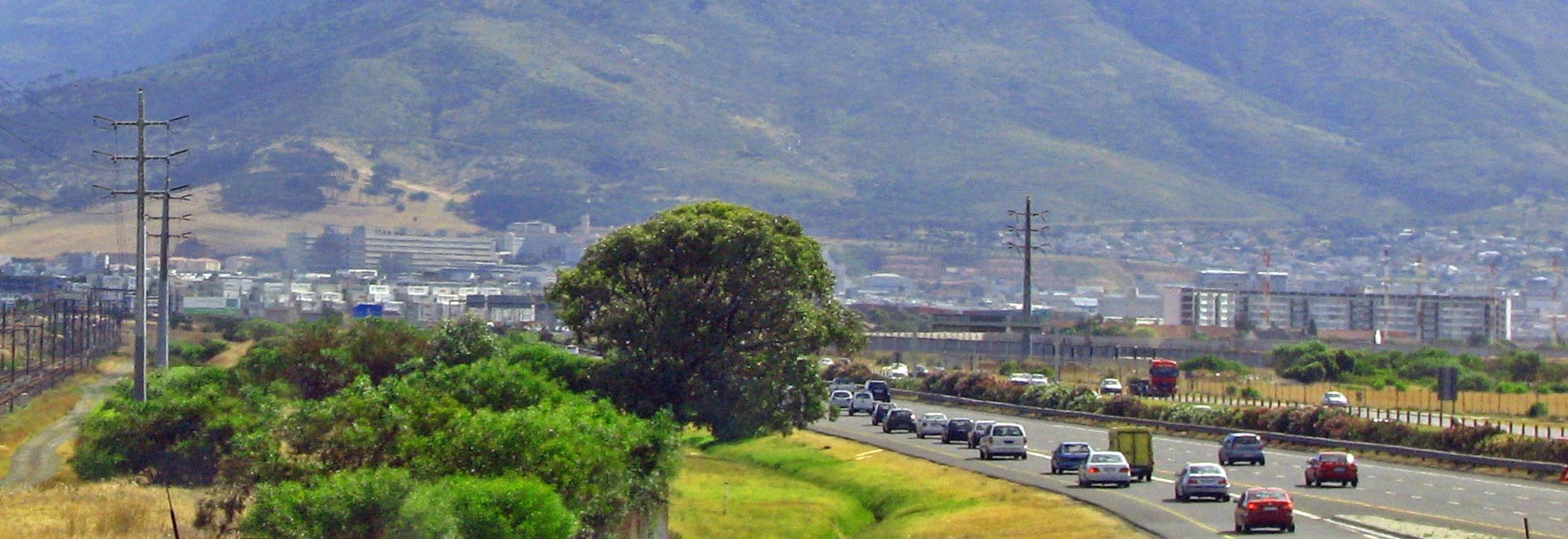
La N1 dans la banlieue du Cap